# Steg-Hohtenn
Steg-Hohtenn est une commune suisse du canton du Valais, située dans le demi-district de Rarogne occidental.

## Histoire
Cette commune est créée le 1er janvier 2009 à la suite de la fusion, approuvée par la population des anciennes communes de Steg et d'Hohtenn en décembre 2007.